# Luís Gama
Luís Gonzaga Pinto da Gama, född 21 juni 1830 i Salvador, död 24 augusti 1882 i São Paulo, var en brasiliansk rábula (självlärd advokat), abolitionist, talare, journalist och författare och arbetade aktivt med att avskaffa slaveriet i Brasilien.
Luís Gama blev offer för slaveriet när han var tio år och lärde sig att läsa och skriva vid 17 års ålder. Han blev juridiskt fri från slaveriet och började arbeta som advokat för de tillfångatagna och vid 29 års ålder var han en framgångsrik författare och ansågs vara "den store abolitionisten i Brasilien".
Gama ägnade sitt liv åt att försöka avskaffa slaveriet och få ett slut på monarkin i Brasilien men dog sex år innan det blev verklighet. År 2018 blev hans namn inristat i kenotafen Panteão da Pátria e da Liberdade Tancredo Neves.